# Унзі
Унзі — цар (лугаль) стародавнього шумерського міста-держави Акшак. Його правління припадало приблизно на кінець XXV — початок XXIV століття до н. е.